# Jeffrey Friedl
Jeffrey Friedl (San Diego, 1966) is een Amerikaanse software engineer die bekend is van het boek Mastering Regular Expressions, dat gaat over reguliere expressies.
Friedl groeide op in de plaats Rootstown (Ohio). Hij was onder andere werkzaam bij Yahoo! en Omron.